# Retrat de Fra Hortensio Félix Paravicino
Fra Hortensio Félix Paravicino és una obra d'El Greco, realitzada en 1609 durant el seu últim període toledà. Es conserva en el Museu de Belles arts de Boston.

## Temàtica de l'obra
Fra Hortensio Félix Paravicino, predicador, orador i poeta del Segle d'or espanyol, era íntim amic del Greco. L'any 1641, es va publicar pòstumament una obra seva en la qual hi havia quatre sonets dedicats al cretenc. Un d'ells tenia el títol "Al mismo Griego, en un retrato que hizo del Autor", on molt probablement es refereix a aquest retrat. Quan va morir El Greco, li va dedicar els famosos versos:
"Creta le dio la vida, y los pinceles / Toledo, mejor patria donde empieza / a lograr con la muerte eternidades»

## Anàlisi de l'obra
Signat amb petites lletres cursives gregues, vora el llibre; Oli sobre llenç; 112 x 86 cm.; Un poema de Fra Hortensio Félix Paravicino relaciona el seu propi retrat a l'edat de 29 anys. Per tant, data el retrat a l'any 1609.
El Greco representa el frare trinitari, gairebé de cos sencer, assegut en una butaca de fusta amb respatller en cuir amb l'hàbit de la seva orde, blanc i negre, amb una creu blava i vermella. La tensió interna del seu rostre contrasta amb la laxitud de la seva postura. La figura es retalla sobre un fons neutre i està construïda a força de fortes pinzellades. La preparació vermellosa apareix darrere aquest fons grisós. Els ulls del personatge reflecteixen intel·ligència. El retratat té dos llibres a la mà esquerra: un de més aviat petit, i sota ell, descansant principalment en el reposabraços del seu seient i en la falda, un gran missal. Aquest és un dels retrats més famosos del Greco, on demostra la gran estima que sentia pel seu amic, i hom comprèn la lloança del propi Paravicino, qui va manifestar que seria en aquest retrat on potser viuria en endavant la seva ànima.
Gregorio Marañón comenta que en aquest retrat Paravicino devia tenir no gaire més de vint-i-sis anys, i que té l'aspecte d'un home ple d'energia i un punt orgullós del seu aspecte físic.

## Rèpliques

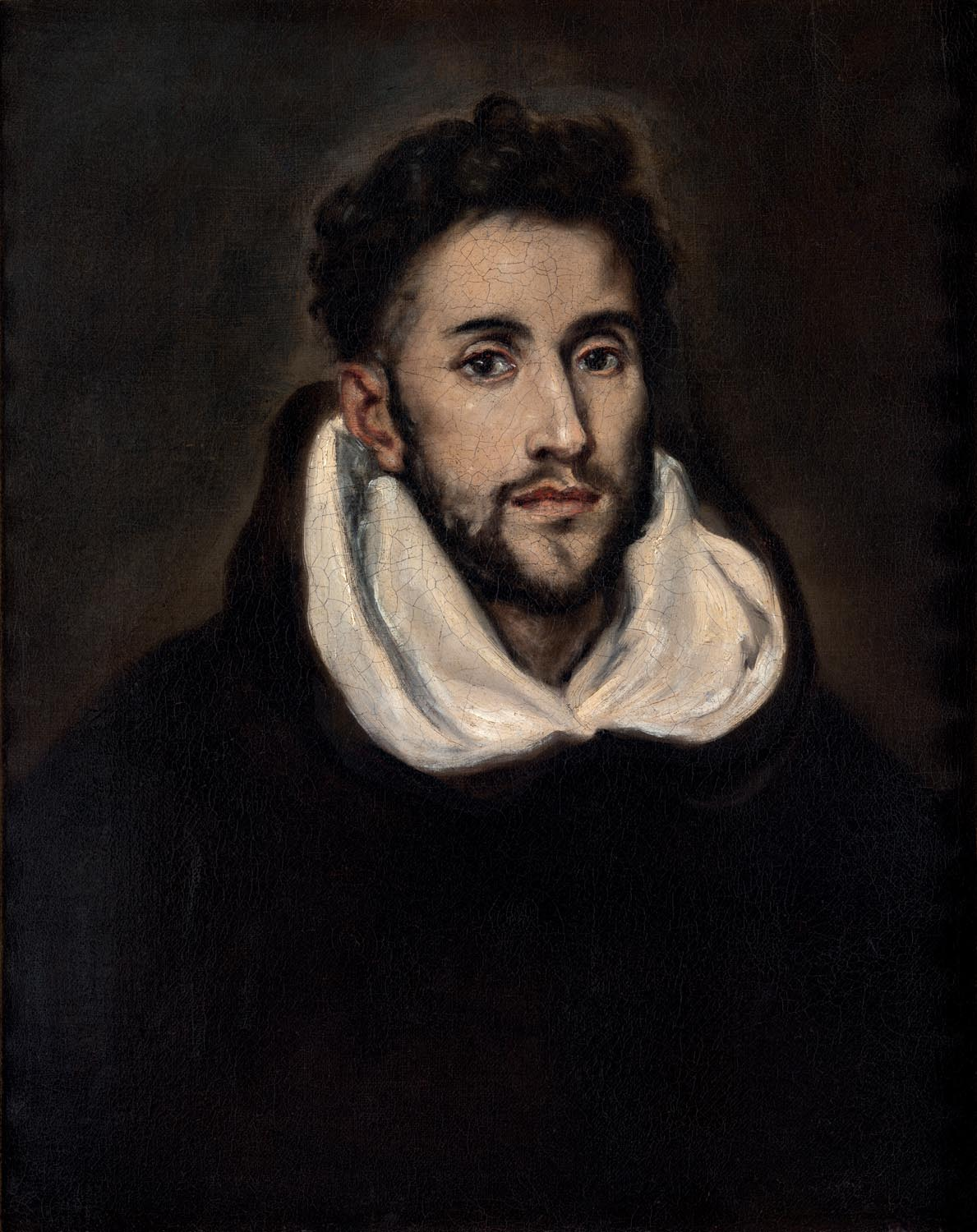
Retrat d'Hortensio Félix de Paravicino, atribuït a El Greco

- Retrat d'Hortensio Félix de Paravicino, atribuït a El GrecoOli sobre llenç; 62 x 52 cm.; Museu de Belles Arts de Sevilla; Principi segle XVII; Gregorio Marañón l'atribueix a El Greco, i li suposa vint-i-quatre o vit-i-sis anys.[4]

## Procedència
- Duque de Arcos, Ducado del Arco; Madrid (1724)
- Francisco Javier de Muguiro; Madrid.
- Isaac Sweetster Foundation; Boston.
- Adquirit pel Museu de Belles Arts de Boston en 1904.[2]